# Museo de Arte de San Diego
El Museo de Arte de San Diego (SDMA) abrió como el Museo de Bellas Artes el 28 de febrero de 1926. Los fundadores regalaron el edificio a la ciudad de San Diego. El museo está localizado en Balboa Park. El edificio del museo fue diseñado por el arquitecto William Templeton Johnson y está inspirado en la fachada plateresca de la Universidad de Salamanca, en España.
Las colecciones del Museo son de carácter enciclopédico, con obras que van desde el 5000 a. C. al 2001 d. C. Cuenta con pinturas italianas, de maestros como Giorgione, Giotto, Veronese, Luini, Pittoni, y Canaletto. Obras de Rubens, Hals y Van Dyck representan la Escuela del Norte de Europa. Una destacada atracción del museo es el grupo de obras españolas de Bartolomé Bermejo, El Greco, Ribera, Murillo, Zurbarán, y especialmente un famoso bodegón de Juan Sánchez Cotán.
Hay una pequeña galería ecléctica de arte de Asia, un par de pinturas de la era impresionista, algunas obras de Georgia O'Keeffe (aunque éstas no siempre están expuestas) y un interesante número de piezas modernas.
Otra de las colecciones destacables, es la de arte latinoamericano, con referentes como Fernando Botero, Armando Reverón o Diego Rivera.
El museo alberga periódicamente exposiciones de turismo y últimamente ha estado trabajando para mostrar su colección estándar de nuevos métodos (incluyendo una galería en el piso superior donde se discute la información que pueda ser recogida al mirar en la parte posterior de un lienzo). El museo abre todos los días de 10:00 a 17:00 horas, los domingos de 12:00 a 17:00 horas y los miércoles está cerrado.

## Galería de imágenes

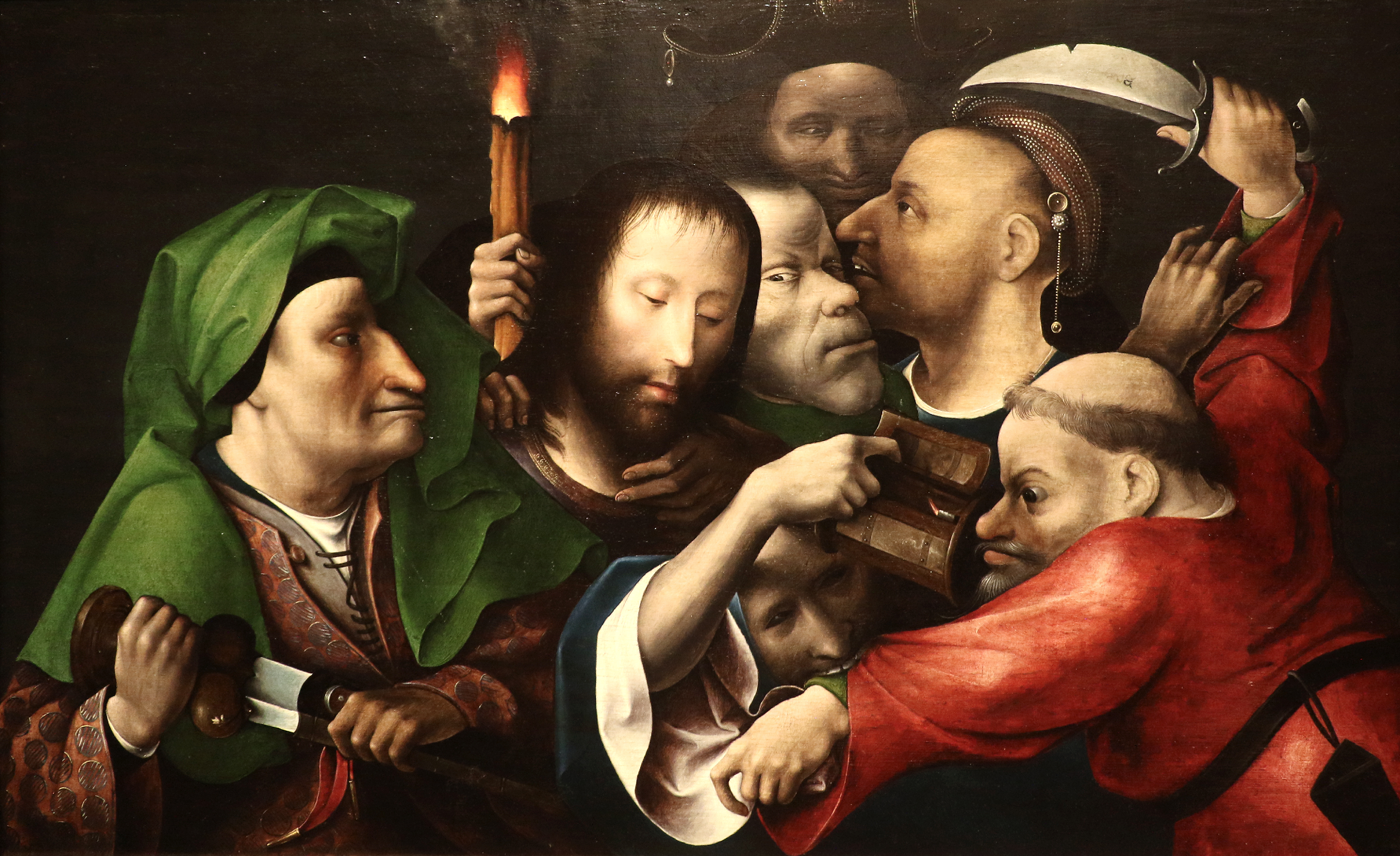
Workshop of Hieronymus Bosch, The Arrest of Christ (c. 1515)
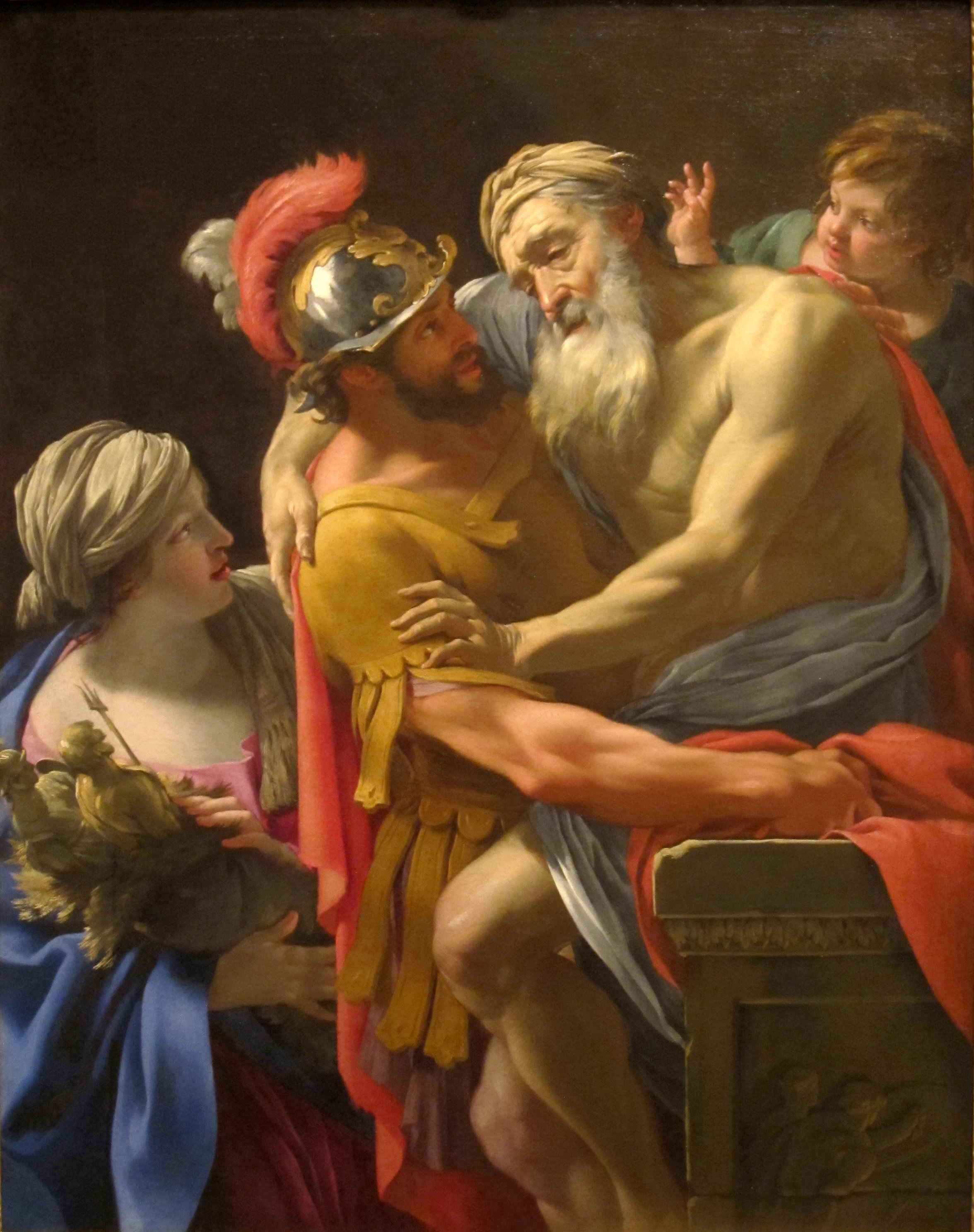
Simon Vouet, c. 1635, Aeneas and his Father Fleeing Troy
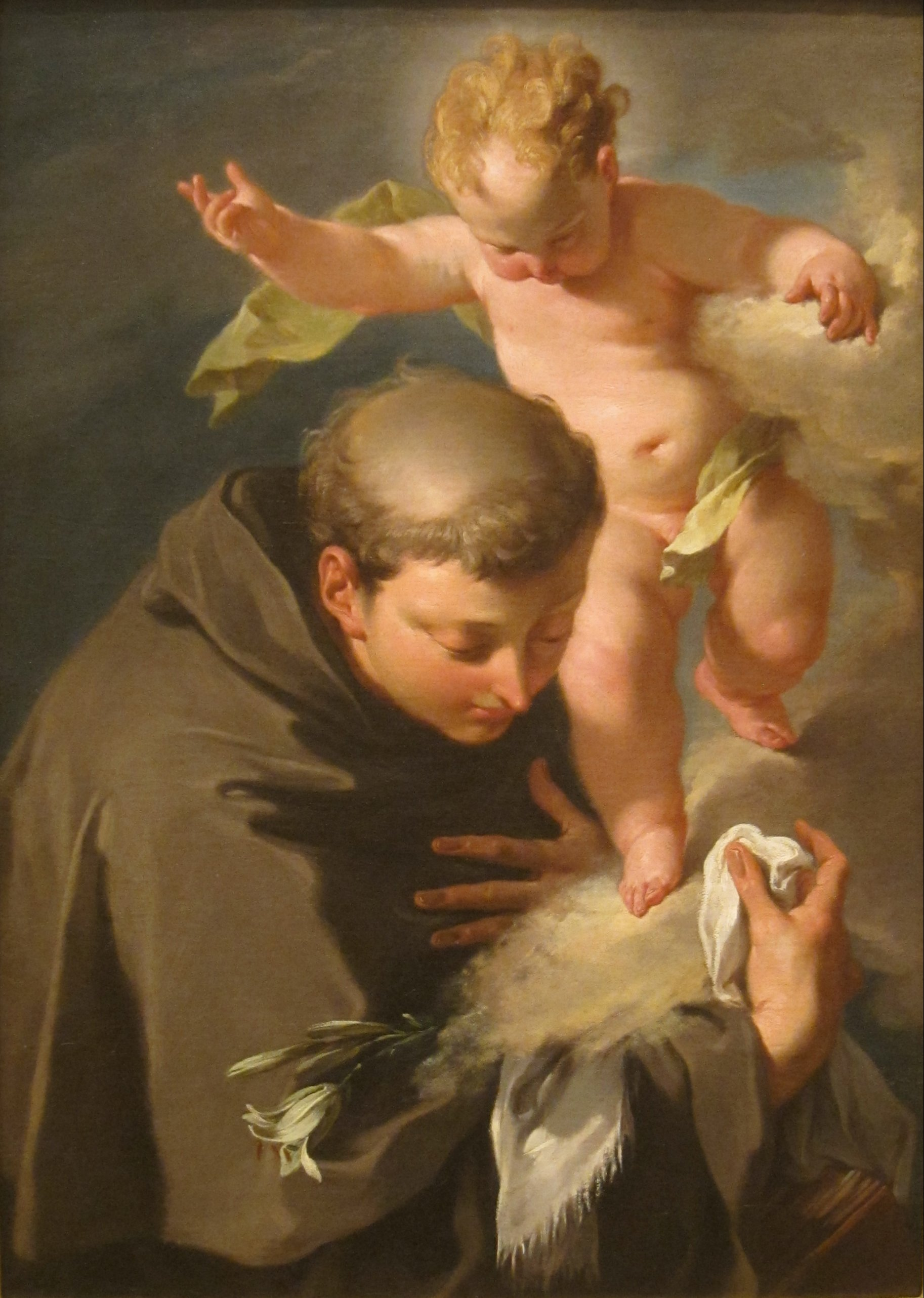
Giambattista Pittoni, 1730, The Vision of Saint Anthony of Padua

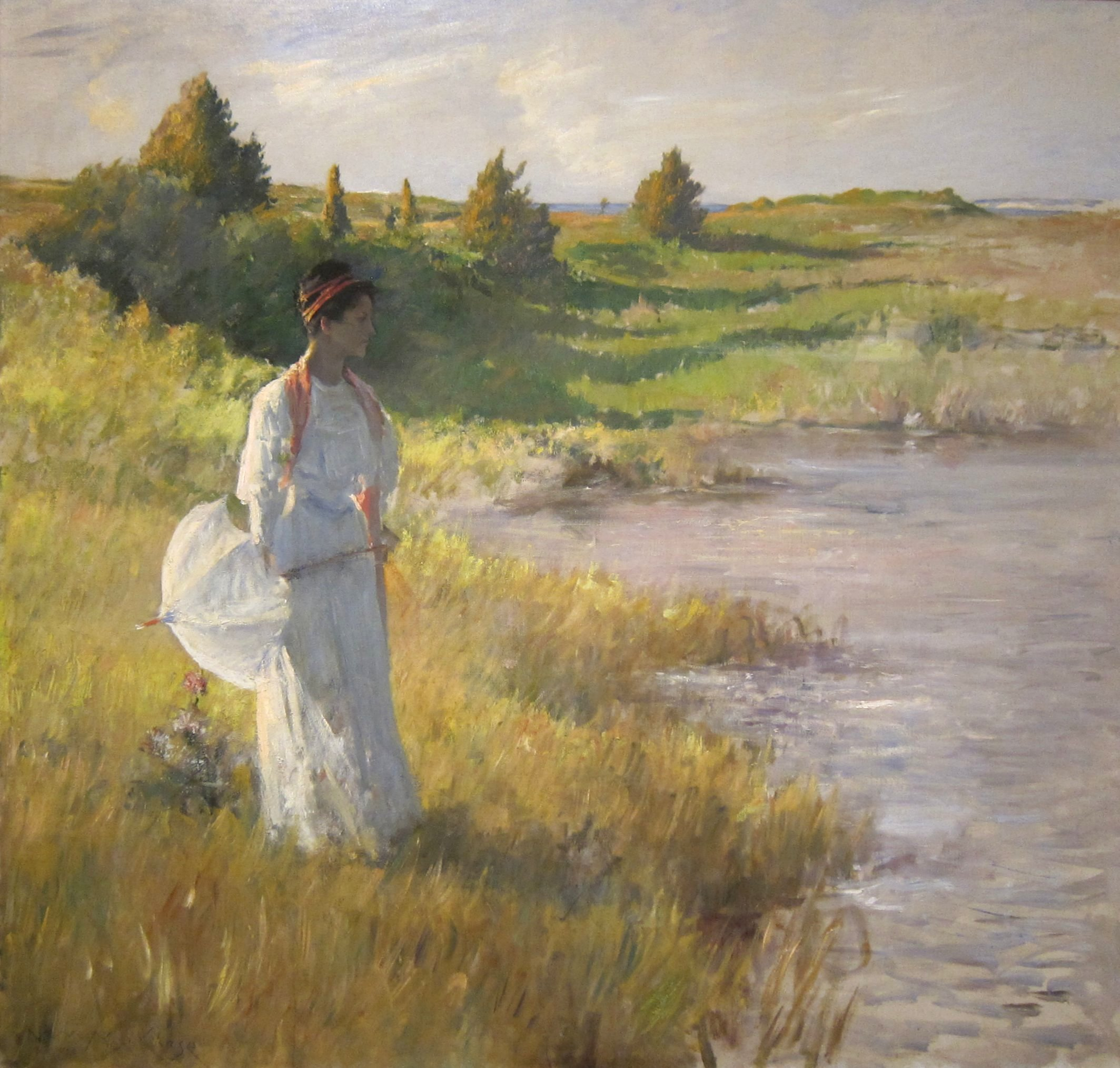
William Merritt Chase (c. 1895), An Afternoon Stroll
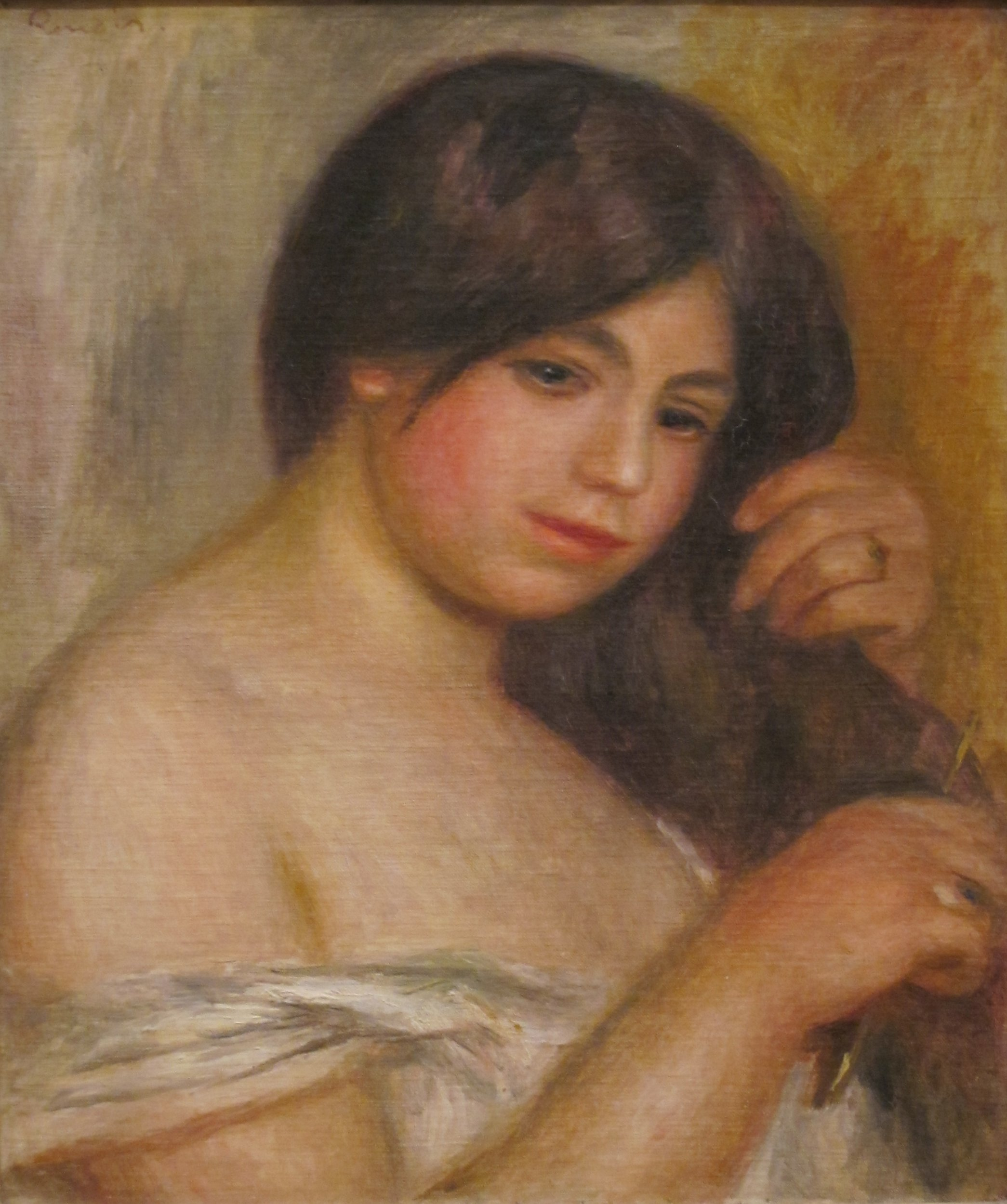
Auguste Renoir (1907), Woman Combing her Hair''
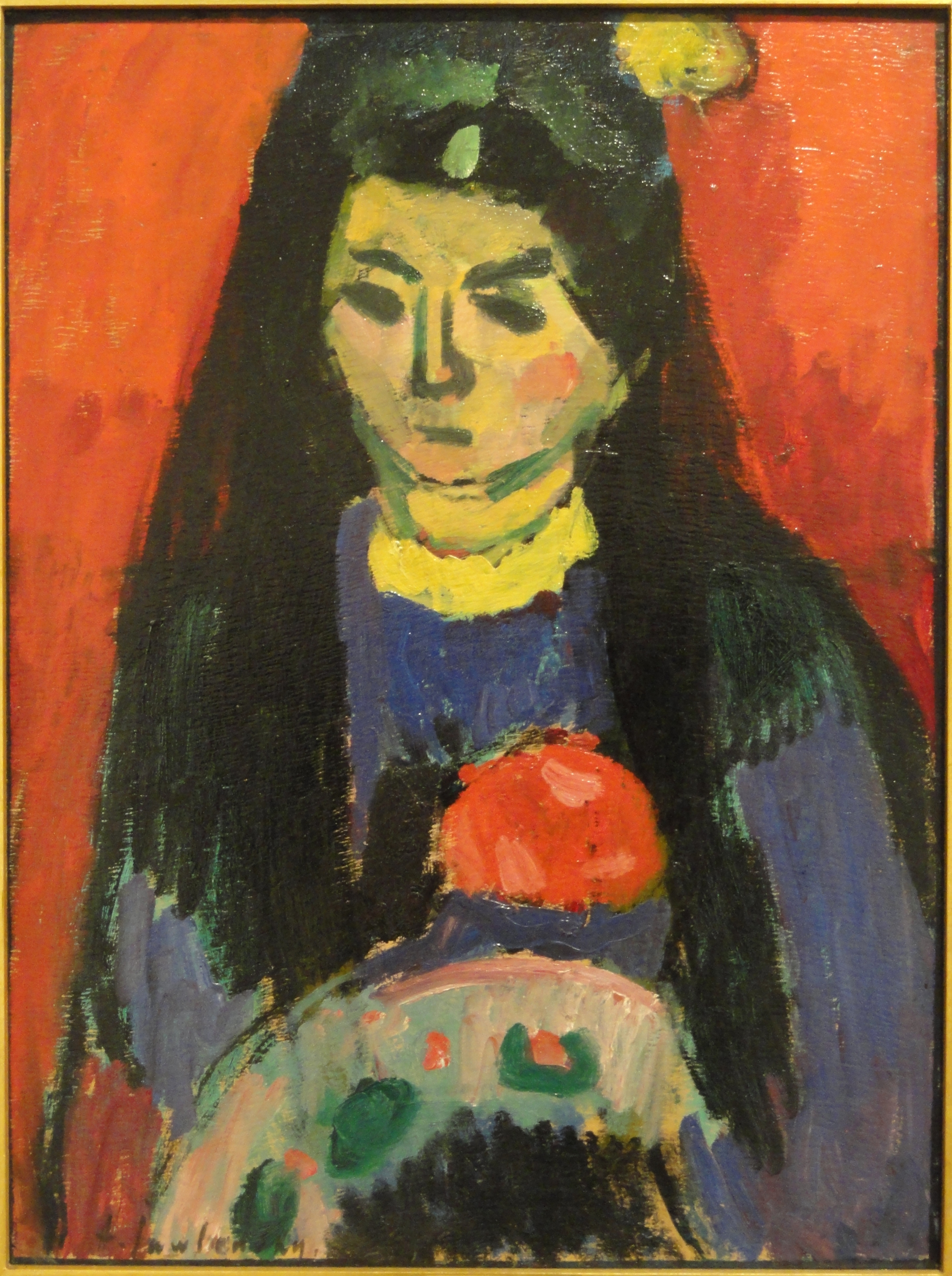
Alekséi von Jawlensky (1910), Red Blossom
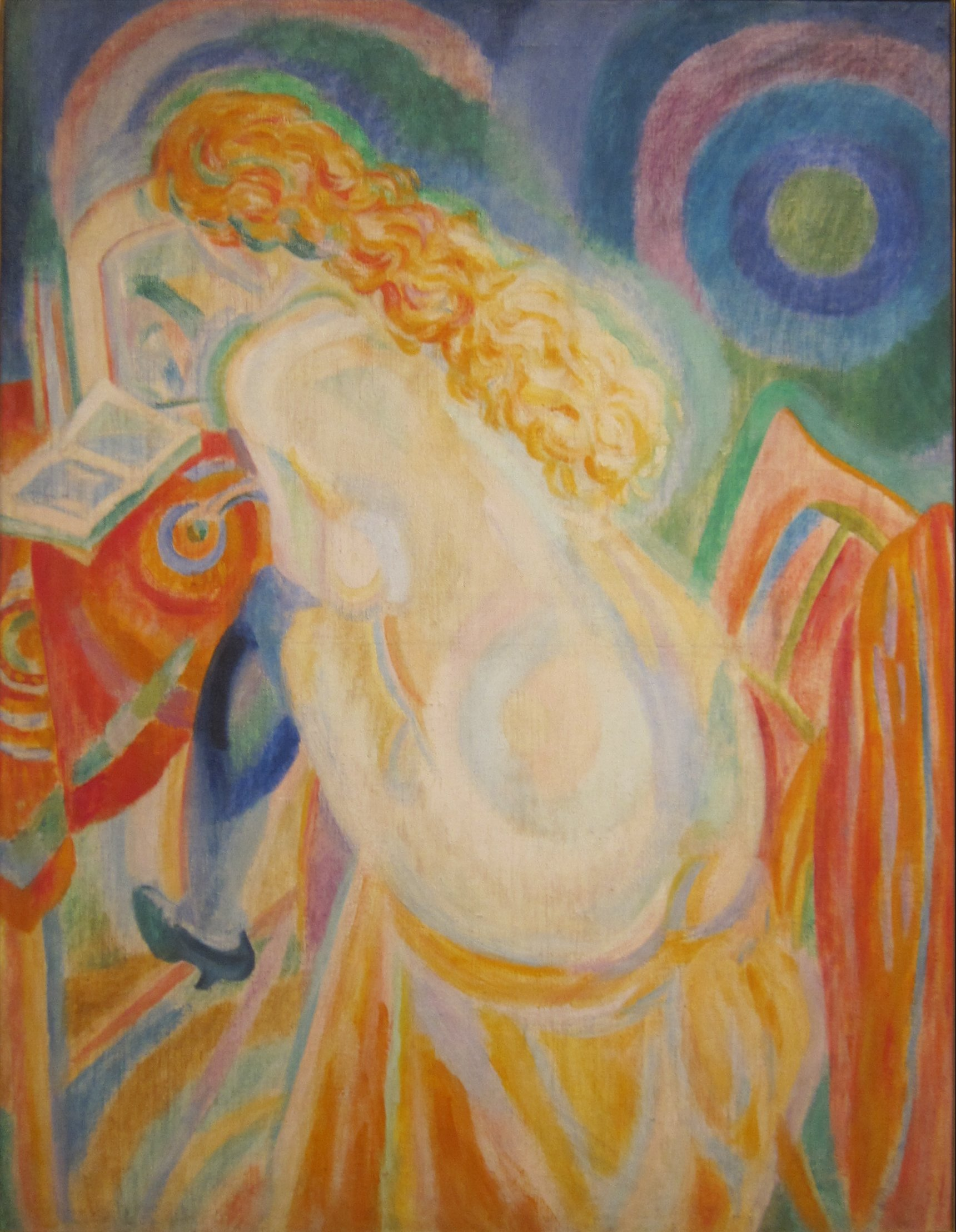
Robert Delaunay (1915), Female Nude Reading